# Абдул-Рахман (астраханский хан)
Абдул-Рахман хан (тат. Ğabdelraxman, Габделрахман) (ум. после 1545) — астраханский хан (1533—37, 1539—45), единственный сын Абдул-Керима.
Пришёл к власти в 1533 г. свергнув Ак-Кубека при помощи ногайцев. В 1537 г. был смещён ногайцами, а на его место посадили Дервиш-Али. В 1539 г. вернул власть. В 1545 г. был низложен Ак-Кубеком при помощи тех же ногайцев. Дальнейшая судьба неизвестна.